# Paulina Kinaszewska
Paulina Kinaszewska-Woźniak (ur. 24 lipca 1976 w Gdańsku) – polska aktorka.

## Życiorys
Jest córką dziennikarki i reżyserki filmów dokumentalnych Henryki Dobosz-Kinaszewskiej oraz reżysera i producenta filmowego Adama Kinaszewskiego. Absolwentka IX LO w Gdańsku. W 1999 ukończyła studia w Akademii Teatralnej w Warszawie. W 2000 otrzymała nagrodę im. Andrzeja Nardellego za rolę Anusi w Szkole żon Moliera w reżyserii Jana Englerta.
Obecnie zajmuje się też muzyką tradycyjną oraz folk. W 2016 roku wraz ze swoim zespołem zdobyła 3. nagrodę w konkursie Polskiego Radia Nowa Tradycja.
Jej mężem jest Bartłomiej Woźniak, kompozytor i reżyser dźwięku. Mają syna Leona.

## Wybrana filmografia
- 1997: Kroniki domowe – Melania
- 1999: Egzekutor – Majka
- 1999: Miodowe lata – Karolina Mańkowska
- 2001: Więzy krwi – Zosia
- 2002: Król przedmieścia – Billa
- 2003: Plebania – Ula
- 2003–2004: Złotopolscy – Haneczka
- 2005: Klinika samotnych serc – Beata
- 2011: Pogodni – Izabela Żak